# Kiu Tau
Kiu Tau est un îlot de Hong Kong appartenant au district de Sai Kung, situé en face de la ville de Sai Kung, à l'ouest de l'île Sharp dont il est relié par un tombolo.
Kiu Tau dépend de l'île Sharp. 
Kiu Tau ne comporte aucun résident. 
Un phare y a été aménagé pour la navigation maritime.